# アピタタウンけいはんな
アピタタウンけいはんなは、関西文化学術研究都市の中心セクターの一つである精華・西木津地区の地区センターに立地し、UDリテール株式会社が運営するショッピングセンター。東館、西館、南館からなり、MEGAドン・キホーテUNY 精華台店を核店舗とする。東に「コーナン精華台店」、西に「ビエラタウンけいはんな」といった商業施設が隣接している。

## 概要

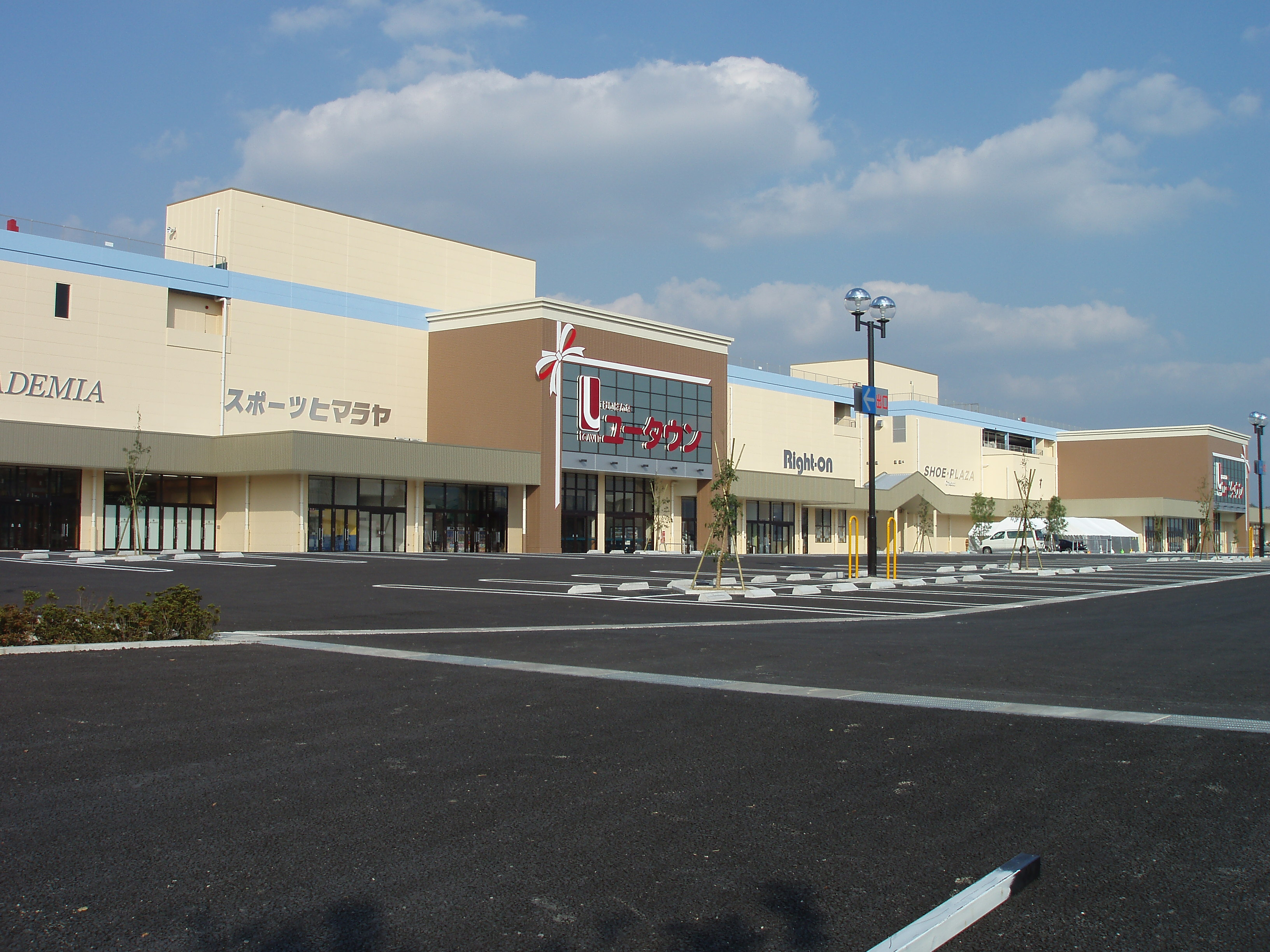
旧ユータウンけいはんな

2005年（平成17年）11月3日に開業（南館を除く）。当初は株式会社ユーストアが運営し、京都府で初のユーストアであるユーストア精華台店を核店舗とする「ユータウンけいはんな」として営業されていたが、2008年（平成20年）8月21日にユニー株式会社が子会社ユーストアを吸収合併したため、ユニーの運営を経て、現在は 株式会社ドン・キホーテの子会社、UDリテール株式会社が運営している。
2009年（平成21年）6月19日より、ユニーの店舗ブランド見直しのため、核店舗のユーストア精華台店はアピタ精華台店にブランド転換し、同時にショッピングセンター名も「アピタタウンけいはんな」と改称された。なお、ユーストアからピアゴではなくアピタへと転換する店舗は、精華台店が唯一であった。
2020年（令和2年）ブランド転換のためアピタは8月23日18:00で閉店し（一部専門店は継続営業）、同年12月1日（火） ドン・キホーテとユニーのダブルネーム店舗「MEGAドン・キホーテUNY精華台店（UDリテール運営）」としてリニューアルオープンした。
なお、ショッピングセンター名である「アピタタウンけいはんな」はそのまま継続使用される。

## 主なテナント
- 赤ちゃん本舗
- アカデミア
- ライトオン
- ヒマラヤ
- セリア
- 薬ヒグチ
- 手芸センタードリーム
- フィットネスクラブピノス（南館）

その他テナントはショップガイドを参照。

## 備考
- アピタにブランド転換されるまで、ユーストア精華台店は、他の全てのユーストアの店舗がピアゴに転換された中でも最後までユーストアとして営業した店舗であった。
- アピタ精華台店は、2009年に国際電気通信基礎技術研究所が開発した高齢者の買い物を支援する3種類のロボットの実証実験の試験場所に選ばれ、2009年12月10日から翌年3月まで買い物支援の実験が行われた[3]。この期間中、店の外の自宅を模擬した自動車の中には買い物リストをつくる携帯端末と端末内の仮想ロボットが、店内には高齢者の場所を感知するロボットが、そして売り場には買い物リストや売り場の地図情報を基に会話をしながら高齢者を案内するロボット「Robovie-II」が用意された[4]。

## 付近の交通網
- 駅からは離れており、学研奈良登美ヶ丘駅・祝園駅・新祝園駅から奈良交通の路線バスが出ており、「公園西通り」バス停下車すぐ。また、精華くるりんバス「アピタ・コーナン前」バス停下車すぐ。